# Alexandra Alexandrowna Schirjajewa
Alexandra Alexandrowna Schirjajewa (russisch Александра Александровна Ширяева, heute Alexandra Moissejewa; * 9. Februar 1983 in Leningrad) ist eine russische Beachvolleyballspielerin.

## Karriere
Schirjajewa gewann 2003 in Saint-Quay-Portrieux die Junioren-Weltmeisterschaft mit Anna Morosowa. Seit 2005 bildete sie ein festes Duo mit Natalja Urjadowa. Im folgenden Jahr gewannen die Russinnen die Europameisterschaft in Den Haag im Finale gegen die Niederländerinnen Rebekka Kadijk und Merel Mooren. Bei der Weltmeisterschaft 2007 unterlagen sie in der ersten Hauptrunde dem deutschen Duo Helke Claasen und Antje Röder. 2008 in Peking nahmen sie am olympischen Turnier teil und schieden mit drei Niederlagen in der Gruppenphase aus. Besondere Aufmerksamkeit wurde dabei dem letzten Spiel gegen die für Georgien startenden Brasilianerinnen Saka/Rtwelo zuteil, weil die Begegnung während des Kaukasuskrieges stattfand.
2011 spielte Schirjajewa-Moissejewa in einem neuen Duo mit Jekaterina Syrzewa. Nach einer Pause 2012 spielten die Russinnen ab August 2013 wieder zusammen. 2014 belegten Syrzewa/Moissejewa beim FIVB-Turnier im heimischen Anapa den zweiten Platz nach einer Endspielniederlage gegen die Deutschen Bieneck/Großner.